# Pirata et Capitano
 (août 2022).
Si vous disposez d'ouvrages ou d'articles de référence ou si vous connaissez des sites web de qualité traitant du thème abordé ici, merci de compléter l'article en donnant les références utiles à sa vérifiabilité et en les liant à la section « Notes et références ».
Pirata et Capitano est une série télévisée d'animation 3D franco-italienne de 52 épisodes de 11 minutes,  produite par le studio français d'animation indépendant Millimages. 
Réalisée par François Narboux, la série est diffusée à partir du 19 octobre 2016 sur France 5 dans Zouzous, sur Piwi+, et sur la Rai dans Rai Yoyo.
En 2019, Millimages a annoncé la production d'une seconde saison de 52 épisodes de 11 minutes.
Le générique de la série est une chanson basée sur la mélodie de In the summertime de Mungo Jerry, mais avec les paroles retravaillées.

## Synopsis
Pirata et Capitano, c'est une quête sans fin de trésors, avec de grandes aventures, du plaisir et un esprit d'équipe.

## Distribution
| Personnages      | Voix françaises               |
| ---------------- | ----------------------------- |
| Pirata           | Kelly Marot                   |
| Capitano         | Magali Rosenzweig             |
| Roberto          | Jérémy Prévost                |
| Weboo            | Adrien Antoine                |
| Les Piratétoiles | Magali Rosenzweig→Kelly Marot |
| Ananas Wilson    | Magali Rosenzweig             |
| Pulpi Salma      | Magali Rosenzweig             |
| Dodo le Dur      | Christophe Lemoine            |
| Couac            | Jérémy Prévost                |
| Homard le Bleu   | Christophe Lemoine            |
| Cric de Croc     | Adrien Antoine                |
| Murana           | Magali Rosenzweig             |
| Dany le Dandy    | Adrien Antoine                |
| Barbudo          | Jérémy Prévost                |
| Ogre Vacarme     | Christophe Lemoine            |
| Boucanier        |                               |

## Épisodes

### Saison 1
| No | Titre                            | Storyboard                                   | Scénario                              |
| -- | -------------------------------- | -------------------------------------------- | ------------------------------------- |
| 1  | L’épave                          | Emilio Gallego, Jesus Gallego, Léonard Adolf | Catherine Bilimoff, Anne Ducruet      |
| 2  | Le Trésor de Calamar le Boîteux  | Emilio Gallego, Jesus Gallego, Léonard Adolf | Balthazar Chapuis                     |
| 3  | L'Île sans Nom                   | Léonard Adolf                                | Marie De Banville, Nadège Girardot    |
| 4  | Un Colis pour Pulpi              | Mathieu Cordier                              | Frank Salomé                          |
| 5  | La Perle                         | Séverine Morin                               | Catherine Bilimoff, Anne Ducruet      |
| 6  | Le Mystère des Sirènes           | Stéphane Loncan                              | Catherine Bilimoff, Anne Ducruet      |
| 7  | Le Trésor de Barbe Verte         | Dorothée Robert                              | Frank Salomé                          |
| 8  | Le Dauphin                       | David Lopez                                  | Catherine Bilimoff, Anne Ducruet      |
| 9  | On a volé le Crâne Rose          | Séverine Morin                               | Marie De Banville, Nadège Girardot    |
| 10 | La Soupe de Moules à la Roberto  | Dorothée Robert                              | Eddy Fluchon                          |
| 11 | Une Médaille pour le Crâne Rose  | Stéphane Loncan                              | Catherine Bilimoff, Anne Ducruet      |
| 12 | Un Remède pour Pulpi             | Séverine Morin                               | Catherine Bilimoff, Anne Ducruet      |
| 13 | L'Île aux Mystères               | Stéphane Loncan                              | Jean-Christophe Hervé, Cédric Perrin  |
| 14 | Panique chez les Méduses         | Dorothée Robert                              | Catherine Bilimoff, Anne Ducruet      |
| 15 | Au Voleur !                      | David Lopez                                  | Frank Salomé                          |
| 16 | Pirate Poils-aux-Pattes          | Massimo Montigiani                           | Marie De Banville, Nadège Girardot    |
| 17 | La Baleine                       | David Lopez                                  | Catherine Bilimoff, Anne Ducruet      |
| 18 | La Chasse au Trésor              | Séverine Morin                               | Catherine Bilimoff, Anne Ducruet      |
| 19 | Le Gage                          | Stéphane Loncan                              | Balthazar Chapuis                     |
| 20 | La Mouette                       | Dorothée Robert                              | Catherine Bilimoff, Anne Ducruet      |
| 21 | Les Robinsons Pirates            | Massimo Montigiani                           | Eddy Fluchon, Christophe Patris       |
| 22 | La Grotte au Trésor              | David Lopez                                  | Catherine Bilimoff, Anne Ducruet      |
| 23 | Il faut sauver Miaoucha          | Séverine Morin                               | Eddy Fluchon                          |
| 24 | La Meilleure des Pirates         | Dorothée Robert                              | Françoise Charpiat, Karine Lollichon  |
| 25 | Nakunedent                       | Massimo Montigiani                           | Gaëlle Baron                          |
| 26 | Les Deux Médaillons              | David Lopez                                  | Françoise Charpiat, Karine Lollichon  |
| 27 | Le Vol de l'Hydravion            | Séverine Morin                               | Valérie Chappellet, Caroline Oustlant |
| 28 | L'Œuf de Fabergus                | David Lopez                                  | Héloïse Capioca                       |
| 29 | Le Portrait de la Sirène         | Dorothée Robert                              | Françoise Charpiat, Karine Lollichon  |
| 30 | La Tricherie de Murana           | Massimo Montigiani                           | Gaëlle Baron, Julie Sellier           |
| 31 | Le Trésor de Rascasse Jack       | Séverine Morin                               | Eddy Fluchon                          |
| 32 | La Carte aux Étoiles             | Dorothée Robert                              | Françoise Charpiat, Karine Lollichon  |
| 33 | Le Crâne Rose Bis                | David Lopez                                  | Marie De Banville, Nadège Girardot    |
| 34 | L'Herbe de Barbe-Folle           | Dorothée Robert                              | Héloïse Capioca                       |
| 35 | La Couronne de Nacre             | Julien Zanesi                                | Balthazar Chapuis, Emmanuel Klotz     |
| 36 | La Révolution des Étoiles        | Massimo Montigiani                           | Sonia Gozlan, Françoise Ruscak        |
| 37 | La Statue de Prior               | Stéphane Loncan                              | Gaëlle Baron, Julie Sellier           |
| 38 | Le Pirate des Glaces             | Dorothée Robert                              | Françoise Charpiat, Karine Lollichon  |
| 39 | S.O.S. Pirate en Danger          | Julien Zanesi                                | Frank Salomé                          |
| 40 | Jambe de Bois les Mains d'Or     | Massimo Montigiani                           | Françoise Charpiat, Karine Lollichon  |
| 41 | Un Drôle de Doudou               | Christophe Hutwohl                           | Françoise Charpiat, Karine Lollichon  |
| 42 | En Musique                       | Julien Zanesi                                | Balthazar Chapuis                     |
| 43 | Le Trésor de l'Ogre Vacarme      | Massimo Montigiani                           | Héloïse Capioca                       |
| 44 | A la Recherche de la Louche d'Or | Julien Zanesi                                | Sonia Gozlan, Françoise Ruscak        |
| 45 | Le Petit Mousse                  | Massimo Montigiani                           | Marie Lachenaud, Cédric Lachenaud     |
| 46 | Drôle d'Oiseau                   | Julien Zanesi                                | Françoise Charpiat, Karine Lollichon  |
| 47 | La Lumière du Grand Océan        | Christophe Hutwohl                           | Eddy Fluchon                          |
| 48 | Zizanie chez les Pirates         | Séverine Morin                               | Valérie Chappellet, Caroline Oustlabt |
| 49 | L'Île aux Mouettes               | Julien Zanesi                                | Héloïse Capioca                       |
| 50 | L'Île des Weboo                  | Massimo Montigiani                           | Françoise Charpiat, Karine Lollichon  |
| 51 | L'Union Aquatique                | Massimo Montigiani                           | Françoise Charpiat, Karine Lollichon  |
| 52 | Un Merveilleux Cadeau            | Massimo Montigiani                           | Françoise Charpiat, Karine Lollichon  |

### Saison 2
| No | Titre                                | Storyboard                        | Scénario                             |
| -- | ------------------------------------ | --------------------------------- | ------------------------------------ |
| 1  | Le secret d'Ananas-Wilson            | Brice MAGNIER                     | Françoise CHARPIAT, Karine LOLLICHON |
| 2  | Dodo-le-dur premier                  | Massimo MONTIGIANI, Giulia FURLAN | Françoise CHARPIAT, Karine LOLLICHON |
| 3  | Ananas-Wilson dans tous ses états    | Gaston JAUNET                     | Françoise CHARPIAT                   |
| 4  | Où es-tu petit gouzi ?               | Jean-Sébastien VERNERIE           | Sophie DECROISETTE                   |
| 5  | Capitaine Roberto                    | Massimo MONTIGIANI, Giulia FURLAN | Françoise CHARPIAT                   |
| 6  | La danse de Roberto                  | Séverine MORIN                    | Nadège GIRARDOT                      |
| 7  | Gare aux Poupuces !                  | Catherine REGNIER                 | Jérôme LEFEVERE, Tom GUIBART         |
| 8  | Sécurité à bord                      | Séverine MORIN                    | Nadège GIRARDOT, Sophie LODWITZ      |
| 9  | Le Coqui-trèfle                      | Morgane BRISSON                   | Sophie DECROISETTE                   |
| 10 | Du boucan sur le Grand Océan         | Morgane BRISSON                   | Sophie DECROISETTE                   |
| 11 | L'apprentie pirate                   | Morgane BRISSON                   | Jérôme LEFEVERE, Tom GUIBART         |
| 12 | Roberto quitte le navire             | Morgane BRISSON                   | Sophie DECROISETTE                   |
| 13 | Le pirate volant                     | Julie HERVÉ                       | Karine LOLLICHON                     |
| 14 | Le Flibustier dans la tourmente      | Morgane BRISSON                   | Karine LOLLICHON                     |
| 15 | Une plume dans le vent               | Pierre LYPHOUDT, Brice MAGNIER    | Karine LOLLICHON                     |
| 16 | Un parfum monstre                    | Séverine MORIN                    | Valérie CHAPPELET                    |
| 17 | Capitaine Miaoucha                   | Massimo MONTIGIANI, Giulia FURLAN | Grégory BARANÈS                      |
| 18 | L'île des Piratétoiles               | Gaston JAUNET                     | Grégory BARANÈS                      |
| 19 | La carte des quatre orages           | Massimo MONTIGIANI, Giulia FURLAN | Karine LOLLICHON, François CHARPIAT  |
| 20 | La lanterne magique                  | Massimo MONTIGIANI, Giulia FURLAN | Karine LOLLICHON                     |
| 21 | La longue sieste de Weboo            | Massimo MONTIGIANI, Giulia FURLAN | Jérôme LEFEVERE, Tom GUIBART         |
| 22 | La régate de l’année                 | Julien ZANESI                     | Françoise CHARPIAT                   |
| 23 | Tremblements sur Tintamarre          | Séverine MORIN                    | Françoise CHARPIAT                   |
| 24 | A la poursuite du Vert de Mer        | Séverine MORIN                    | Sophie DECROISETTE                   |
| 25 | La recette du Boucanier              | Loran CRENN                       | Grégory BARANÈS                      |
| 26 | La chaloupe mystérieuse              | Julien ZANESI                     | Jérôme LEFEVERE, Tom GUIBART         |
| 27 | Le mystère du coco-krok affamé       | Séverine MORIN                    | Sophie DECROISETTE                   |
| 28 | Qui a mangé l'île flottante?         | Séverine MORIN                    | Sophie DECROISETTE                   |
| 29 | L'épée de prior                      | Séverine MORIN                    | Françoise CHARPIAT, Karine LOLLICHON |
| 30 | Les Petits sacripants                | Massimo MONTIGIANI, Giulia FURLAN | Karine LOLLICHON                     |
| 31 | La Chanson de l'affreux jojo         | Morgane BRISSON                   | Sophie DECROISETTE                   |
| 32 | La Dent du Gouzasaure                | Séverine MORIN                    | Karine LOLLICHON                     |
| 33 | La Clé des marées                    | Julien ZANESI                     | Caroline OUSTLANT, Valérie CHAPPELET |
| 34 | Le concours de cousis-miams          | Massimo MONTIGIANI, Giulia FURLAN | Françoise CHARPIAT, Karine LOLLICHON |
| 35 | A l'épreuve de grogro                | Morgane BRISSON                   | Laure DOYONNAX                       |
| 36 | Le Chant du Narvalophone             | Massimo MONTIGIANI, Giulia FURLAN | Pierre OLIVIER                       |
| 37 | Un Jeu Extraordinaire                | Séverine MORIN                    | Jérôme LEFEVERE, Tom GUIBART         |
| 38 | Alerte Canicule                      | Catherine REGNIER                 | Karine LOLLICHON                     |
| 39 | Le millième Trésor de Pirata         | Catherine REGNIER                 | Sophie DECROISETTE                   |
| 40 | Un Bateau pour Dodo                  | Séverine MORIN                    | Françoise CHARPIAT                   |
| 41 | Le Trésor de Rougette la Coquette    | Séverine MORIN                    | Karine LOLLICHON                     |
| 42 | Pirata la Blagueuse                  | Julie HERVÉ                       | Sophie DECROISETTE                   |
| 43 | L'arbre de la Confiance              | Massimo MONTIGIANI, Giulia FURLAN | Karine LOLLICHON                     |
| 44 | Le Voyage de Bibule                  | Loran CRENN                       | Nadège GIRARDOT                      |
| 45 | Le Vénérable Baobarbre               | Séverine MORIN                    | Françoise CHARPIAT                   |
| 46 | Le Diplôme d'Omar le Bleu            | Séverine MORIN                    | Eddy FLUCHON                         |
| 47 | La Légende de la Pieuvre Arc-en-ciel | Catherine REGNIER                 | Karine LOLLICHON                     |
| 48 | La Fantastique L'île Blanche         | Séverine MORIN                    | Eddy FLUCHON                         |
| 49 | Tout Unis Pour Les Chatouilles       | Catherine REGNIER                 | Françoise CHARPIAT                   |
| 50 | La Galère Des Frères Cric            | Marc PERRET                       | Françoise CHARPIAT                   |
| 51 | Le Sceptre de la Reine des Sirènes   | Massimo MONTIGIANI, Giulia FURLAN | Yann ROPARS, Sophie DECROISETTE      |
| 52 | La Zone Blanche                      | Loran CRENN                       | Nadège GIRARDOT                      |